# Guido Trentin
Pour les articles homonymes, voir Trentin.
Ne doit pas être confondu avec Guido Trenti.
Guido Trentin (né le 24 novembre 1975 à Grandate, dans la province de Côme, en Lombardie) est un coureur cycliste italien.

## Biographie
Guido Trentin est passé professionnel en 1998 dans l'équipe Vini Caldirola. En 2000, pour son premier Tour de France, il termine deuxième du classement du meilleur jeune derrière Francisco Mancebo. Il signe l'année suivante pour la formation Cofidis, dans laquelle il reste cinq ans. Il y remporte ses principales victoires dont une étape du Tour d'Espagne 2002 en solitaire à la station de Sierra Nevada.
Il a effectué ses deux dernières saisons chez Saunier Duval-Prodir en 2006 et 2007.

## Palmarès et résultats

### Palmarès amateur
- 1993
  - 2e du Giro della Lunigiana
- 1995
  - Gran Premio Città di Tremezzo
  - 3e du Gran Premio La Torre
- 1997
  - Giro dei Sei Comuni
  - Classement général du Triptyque ardennais
  - Circuito Mezzanese

### Palmarès professionnel
- 1999
  - Classement général du Tour Trans Canada
  - 3e du Giro del Mendrisiotto
- 2002
  - Classement général du Tour du Poitou-Charentes
  - 5e étape du Tour d'Espagne
  - 2e du Tour du Limousin
  - 6e de Tirreno-Adriatico
- 2003
  - 3e de la Japan Cup
  - 7e du Tour de Catalogne
  - 9e du Tour de Lombardie
- 2004
  - 2e de la Polynormande
  - 3e du Grand Prix de Plouay
- 2005
  - 5e étape du Trophée Joaquim Agostinho
  - 4e étape du Tour de la Région wallonne
  - 3e du Tour de la Région wallonne

### Résultats sur les grands tours

#### Tour de France
3 participations
- 2000 : 18e
- 2001 : 45e
- 2003 : 63e

#### Tour d'Espagne
4 participations
- 2001 : 74e
- 2002 : 15e, vainqueur de la 5e étape
- 2003 : 19e
- 2004 : 76e

#### Tour d'Italie
2 participations
- 2005 : 40e
- 2006 : 30e